# Romantasy
Romantasy ist eine Literaturgattung, die ab ca. 2005 entstand und Fantasy mit romantischen Elementen vereinigt. Das Genre schafft es inzwischen regelmäßig auf Spitzenplätze der Spiegel-Bestseller-Liste der Buchhandelsbranche.

## Entwicklung
Etwa ab dem Ende der 1970er Jahre führten feministische Einflüsse dazu, dass Beziehungsstrukturen und Geschlechterrollen des typischen Fantasy-Figureninventars – edle Damen, wackere Helden und deren Nebenbuhler – zunehmend aufgebrochen und heteronormative erzählerische Traditionen hinterfragt wurden. Werke von Autorinnen wie Elizabeth A. Lynn oder Robin McKinley thematisierten die Sexualität ihrer Figuren und deren Auseinandersetzung damit, würden heute aber nicht zur Romantasy im engeren Sinne gerechnet werden. Diese prägte sich erst in den Nullerjahren unter dem Erfolg der Dark Fantasy aus, in der verstärkt Liebesbeziehungen zwischen Menschen und Nicht-Menschen zum Thema wurden.

## Merkmale
Als Merkmale des Genres gelten dabei zumeist weibliche Protagonisten, Liebe, ein Konflikt und ein Happy End. Das Genre hat Schnittmengen zu den Genres New Adult und Dark Romance. Als Beispiele gelten z. B. The Games Gods Play von Abigail Owen, When the King Falls von Marie Niehoff oder Assistants to the Villain von Hannah Nicole Maehrer. Die literarische Qualität selbst wird ambivalent beurteilt.

## Zielgruppe
Als Zielgruppe gelten insbesondere junge Menschen in der Altersklasse von ca. 16 bis 30 Jahren, die sich zu ihren literarischen Vorlieben auch auf einem speziellen Social-Media-Kanal (Booktok) austauschen und deshalb als gut vernetzte Community gelten. Sie sind überwiegend weiblich, ähnlich wie ihre Autorinnen.

## Bekannte Beispiele
Als bekanntes Beispiel und Startpunkt des Genres gilt die Twilight-Trilogie von Stephenie Meyer. In Deutschland gelten als Beispiele Stefanie Hasse, Isabel Abedi, Bianca Iosivoni, Fabienne Siegmund oder Kai Meyer.